# 兵器广场500号
兵器广场500号（法語：500 Place d'Armes）是一座国际风格建筑，位于加拿大魁北克省蒙特利尔老城区历史悠久的兵器广场。
它完成于1968年，当时是加拿大国家银行大楼。它是蒙特利尔第17高的建筑物，高133米（435英尺），32层。
它由蒙特利尔建筑师Pierre Boulva和Jacques David设计，其在蒙特利尔的其他著名项目包括蒙特利尔司法宫、Théâtre Maisonneuve、Dow Planetarium 以及几个地铁站：藝術坊站、阿特沃特站和呂西安·拉利耶站。